# NGC 623
NGC 623 é uma galáxia elíptica (E) localizada na direcção da constelação de Sculptor. Possui uma declinação de -36° 29' 24" e uma ascensão recta de 1 horas, 35 minutos e 06,5 segundos.
A galáxia NGC 623 foi descoberta em 30 de Novembro de 1837 por John Herschel.